# فهرست کاتولیکوس‌های آلبانیای قفقاز
این فهرستی از پیشوایان و کاتولیکوس‌های کلیسای آلبانیای قفقاز است.
توجه داشته باشید که نسل‌نامه و تاریخ‌ها از منبعی به منبع دیگر کمی متفاوت است. برخی تاریخ‌ها نامشخص هستند. معادل‌های زبان ارمنی در پایان هر خط آورده شده است.
فهرست اولیه از تاریخ‌نگاری آلبانیای قفقاز نوشته مخیتار گوش است و پس از مرگ او افزودن‌هایی به آن صورت گرفته است:

## پیشوایان رسولی
- حضرت الیسئوس رسول که به نام یغیشه نیز شناخته می‌شود (درگذشته حدود ۷۹ میلادی) -- Եղիշե
  - نامشخص

## کاتولیکوس‌ها و پیشوایان تاریخی

### کاتولیکوس‌های منصوب از سوی کلیسای آپاستولیک ارمنی (قرن چهارم – حدود ۵۹۰ میلادی)
- حضرت گریگوریس (۳۱۴–۳۴۳) (نوه گریگور روشنگر) – Սուրբ Գրիգորիս
- ماتِه (مقدس شده حدود ۳۴۳) – Մատթե
- ساهک یکم (تاریخ‌های نامشخص) – Սահակ Ա
- کارن (تاریخ‌های نامشخص) – Կարեն
- پاند (تاریخ‌های نامشخص)
- غَزَر (تاریخ‌های نامشخص) – Ղազار
- زاکاریای یکم (مقدس شده در چوغ) – Զաքարյա Ա
- داوید یکم (حدود ۳۹۹) – Դավիթ Ա
- حضرت یحیی (هوانس یکم) (حدود ۴۰۰) – Սուրբ Հովհաննես (Հովհաննես Ա)
- یرمیا (حدود ۴۲۳) – Երեմիա
  - نامشخص
- حضرت شوفکالی‌شوی (حدود ۵۰۰ – حدود ۵۵۱)
- آباس (۵۵۲–۵۹۶) (مقدس شده در پارتاو) – Աբաս

### خودمختاری (۵۹۰–۷۰۵)
در زیر فهرستی از کاتولیکوس‌های آلبانیای قفقاز آمده است که از تاریخ‌نگاری آلبانیای قفقاز نوشته مخیتار گوش گرفته شده است: و افزودن‌های بعدی.
- آباس (ادامه تا ۵۹۶) پس از اعلام خودمختاری در سال ۵۹۰ در دوران سلطنت او – Աբաս
- ویروی (۵۹۶–۶۳۰) – Վիրո
- زاکاریای دوم (۶۳۰–۶۴۶) – Զաքարիա Բ
- هوانس دوم (۶۴۶–۶۷۱) – Հովհան Բ
- اوختانِس (۶۷۱–۶۸۳) – Ուխտանես
- Eghiazar (۶۸۳–۶۸۹) – Եղիազար
- نرسس اول (۶۸۹–۷۰۶) (برکنار شد زیرا از طرفداران مجمع خلکدونی شد) – Ներսես Ա

### کاتولیکوس‌هایی که از سوی کاتولیکوس پاتریارک ارمنستان منصوب شدند (۷۰۵ – حدود ۱۰۵۸)
- سیمئون یکم (۷۰۶–۷۰۷) – Սիմեոն Ա
- میکائل (۷۰۷–۷۴۴) – Միքայել
- آناستاس اول (۷۴۴–۷۴۸) – Անաստաս Ա
- یوسف (هوسپ) اول (۷۴۸–۷۶۵) – Հովսեփ Ա
- داوید دوم (۷۶۵–۷۶۹) – Դավիթ Բ
- داوید سوم (۷۶۹–۷۷۸) – Դավիթ Գ
- ماتِه (۷۷۸–۷۷۹) – Մատթե
- موفسس اول (۷۷۹–۷۸۱) – Մովսես Ա
- آهرون (۷۸۱–۷۸۴) – Ահարոն
- سوغومون اول (۷۸۴) – Սողոմոն Ա
- تئودوروس (۷۸۴–۷۸۸) – Թեոդորոս
- سوغومون دوم (۷۸۸–۷۸۹) – Սողոմոն Բ
- هوانس سوم (۷۹۹–۸۲۴) – Հովհաննես Գ
- موفسس دوم (۸۲۴) – Մովսես Բ
- داوید چهارم (۸۲۴–۸۵۲) – Դավիթ Դ
- هوسپ دوم (۸۵۲–۸۷۷) – Հովսեփ Բ
- ساموئل (۸۷۷–۸۹۴) – Սամուել
- هوانس چهارم (۸۹۴–۹۰۲) – Հովնան (Հովհաննես Դ)
- سیمئون دوم (۹۰۲–۹۲۳) – Սիմեոն Բ
- داوید پنجم (۹۲۳–۹۲۹) – Դավիթ Ե
- ساهک (۹۲۹–۹۴۷) – Սահակ
- گاکیک (۹۴۷–۹۵۸) – Գագիկ
- داوید ششم (۹۵۸–۹۶۵) – Դավիթ Զ
- داوید هفتم (۹۶۵–۹۷۱) – Դավիթ Է
- پتروس اول (۹۷۱–۹۸۷) – Պետրոս Ա
- موفسس سوم (۹۸۷–۹۹۳) – Մովսես Գ
- مارکوس اول (مقدس شده حدود ۹۹۳) – Մարկոս Ա
- هوسپ سوم (تاریخ‌های نامشخص) – Հովսեփ Գ
- مارکوس دوم (تاریخ‌های نامشخص) – Մարկոս Բ

### خودمختاری دوباره برقرار شد (حدود ۱۰۵۸ – حدود ۱۴۳۴)
کاتولیکوس‌نشین کلیسای ارمنستان به کلیسای سیلیسیا منتقل شد و کرسی مقدس سیلیسیا در سال ۱۰۵۸ تأسیس شد.
- استپانوس اول (درگذشته ۱۰۷۹) – Ստեփանոս Ա
- هوانس پنجم (۱۰۷۹–۱۱۲۱) – Հովհաննես Ե
  - خالی (۱۱۲۱–۱۱۲۹)
- استپانوس دوم (حدود ۱۱۲۹ – حدود ۱۱۳۱) – Ստեփանոս Բ
- گاکیک دوم (گریگوریس اول) (درگذشته حدود ۱۱۳۹) – Գագիկ Բ (Գրիգորիս Ա) (برادرزاده استپانوس، مقدس شده در دژ برد تاروش)
- بژگن (حدود ۱۱۴۰) – Բեժգեն
- نرسس دوم (۱۱۴۹–۱۱۵۵) – Ներսես Բ
- استپانوس سوم (۱۱۵۵–۱۱۹۵) – Ստեփանոս Գ
- هوانس ششم (۱۱۹۵–۱۲۳۵) – Հովհաննես Զ
- نرسس سوم (۱۲۳۵–۱۲۶۲) – Ներսես Գ
- استپانوس چهارم (۱۲۶۲ – حدود ۱۳۲۳) – Ստեփանոս Դ
- سوکیاس (مقدس شده ۱۳۲۳) – Սուքիաս
- پتروس دوم (درگذشته حدود ۱۳۳۱) – Պետրոս Բ
- زاکاریای دوم (حدود ۱۳۳۱) – Զաքարիա Բ
- داوید هشتم (؟) – Դավիթ Ը
  - نامشخص (حدود ۱۳۳۱ – حدود ۱۴۰۱)
- کاراپت (۱۴۰۲–۱۴۲۰) – Կարապետ
- هوانس هفتم (حدود ۱۴۲۶–۱۴۲۸) – Հովհաննես Է
- ماتئوس اول (حدود ۱۴۳۴) – Մատթեոս Ա

### تحت حوزه کلیسای آپاستولیک ارمنی (۱۴۴۱–۱۸۲۸)
کاتولیکوس‌نشین کلیسای ارمنستان در سال ۱۴۴۱ در کلیسای مادر ایچمیادزین دوباره برقرار شد.
- آتانس (حدود ۱۴۴۱) – Աթանաս
- گریگور دوم (تاریخ‌های نامشخص) – Գրիգոր Բ
- هوانس هشتم (حدود ۱۴۷۰) – Հովհաննես Ը
- آزاریه (تاریخ‌های نامشخص) – Ազարիա
- توماس (حدود ۱۴۷۱) – Թովմաս
- آریستاکس (تاریخ‌های نامشخص) – Արիստակես Ա
- استپانوس پنجم (حدود ۱۴۷۶) – Ստեփանոս Ե
- نرسس چهارم (حدود ۱۴۷۸) – Ներսես Դ
- شماوون اول (حدود ۱۴۸۱) – Շմավոն Ա
- آراگل (۱۴۸۱–۱۴۹۷) – Առաքել
- ماتئوس دوم (حدود ۱۴۸۸) – Մատթեոս Բ
  - نامشخص (حدود ۱۴۸۸ – ۱۵۱۵)
- آریستاکس (۱۵۱۵ – حدود ۱۵۱۶) – Արիստակես Բ
  - نامشخص (حدود ۱۵۱۶ – حدود ۱۵۵۴)
- سرگیس اول (حدود ۱۵۵۴) – Սարգիս Ա Ղշլաղեցի
- گریگور سوم (۱۵۵۹–۱۵۷۴) – Գրիգոր Գ
- پتروس دوم (۱۵۷۱) – Պետրոս Բ
- داوید نهم (حدود ۱۵۷۳) – Դավիթ Թ
- فیلیپوس تومِتسی (حدود ۱۵۷۴) – Փիլիփոս Տումեցի
- هوانس نهم (۱۵۷۴–۱۵۸۴) – Հովհաննես Թ
- داوید نهم (حدود ۱۵۸۴) – Դավիթ Թ
- آناستاس دوم (حدود ۱۵۸۵) – Անաստաս Բ
- شماوون دوم (۱۵۸۶–۱۶۱۱) – Շմավոն Բ
- آریستاکس سوم گولاتاگتسی (حدود ۱۵۸۸) – Արիստակես Գ Քոլatakեցի
- ملیکسِت آراشِتسی (حدود ۱۵۹۳) – Մելիքսեթ Արաշեցի
- سیمئون سوم (حدود ۱۶۱۶) – Սիմեոն Գ
  - نامشخص
- پتروس دوم خانِتسِتسی (۱۶۵۳–۱۶۷۵) – Պետրոս Բ Խանձկ